# Encarsia tremblayi
Encarsia tremblayi är en stekelart som beskrevs av Gennaro Viggiani 1987. Encarsia tremblayi ingår i släktet Encarsia och familjen växtlussteklar.
Artens utbredningsområde är Somalia. Inga underarter finns listade i Catalogue of Life.